# Sedum reflexum
Sedum reflexum (още Sedum rupestre или Petrosedum reflexum) е вид тлъстига, многогодишно сочно цъфтящо растение от семейство Crassulaceae, родом от Северна, Централна и Южна Европа.

## Описание
Растенията sedum reflexum обикновено са високи до 10 см, с разтегнати стъбла и твърда зеленина, наподобяваща смърчови клони, с по-мека тъкан. Листата често са синьо-сиви до сиви, но варират до светло зелени и жълти; цветовете са жълти. Подобно на повечето други видове тлъстига, той има проснат, разпростриращ се по земята хабитат. Има назовани сортове с пъстри (многоцветни) листа. Чрез вегетативно клониране се размножава от резници.
Този седум е склонен към фасции (кристатни форми), което произвежда привлекателни кактусоподобни форми, с неправилни извивки. Въпреки това се връща в естествен вид лесно, така че всички нормални издънки трябва да бъдат премахнати бързо, за да се запази кристалната форма.

## Култивиране и приложения
Sedum reflexum е популярно декоративно растение, отглеждано в градини, контейнери (като саксии) и като стайни растения. Устойчиво е на суша.
Sedum reflexum се използва понякога като салата или билка в Европа, включително Обединеното кралство. Твърди се, че има леко стипчив или кисел вкус.